# Noies al piano
Noies al piano (Jeunes filles au piano) és un oli sobre tela de 116 × 81 cm de Pierre-Auguste Renoir, el qual fou pintat pels voltants del 1892.

## Història
El tema de les dues noies al piano apareix sovint en l'obra de Renoir. Aquesta pintura a l'oli és fruit d'una comanda oficial de l'Estat. A més d'aquesta versió (que és una de les primeres), hi ha un pastel i quatre olis més amb aquest tema, entre les quals es troba la que va adquirir el Musée du Luxembourg l'any 1892 i es conserva avui dia al Museu d'Orsay.

## Descripció
En l'esbós de la col·lecció Walter-Guillaume, el fons tan sols és suggerit sumàriament, però l'estudi dels personatges, de llur expressió concentrada, ja està molt avançat, proper a l'obra definitiva. A part del grau d'acabament i de la gamma de colors, només trobem diferències menors entre les diferents versions. Aquesta es distingeix per la seua vivesa i frescor.
Sabem, pel testimoniatge d'Arsène Alexandre l'any 1920, que Renoir treballà fins al darrer moment en l'execució d'aquesta comanda:
| « | "Recordo els treballs que passà per executar la comanda oficial d'un quadre, obtinguda gràcies als bons oficis d'un amic seu benintencionat. Foren les Noies al piano, pintura d'execució delicada i flexible, però amb uns colors que van derivar un xic cap al groc. Renoir va tornar a començar cinc o sis vegades aquesta tela, gairebé cada vegada de forma idèntica. La mera idea de comanda el paralitzava i l'impel·lia a desafiar-se a si mateix. Finalment, donant-se per vençut, va lliurar a Belles Arts el que avui es troba al museu i que, immediatament després, va considerar el pitjor dels cinc o sis..." | » |